# Gruppvåldtäkten i Delhi 2012

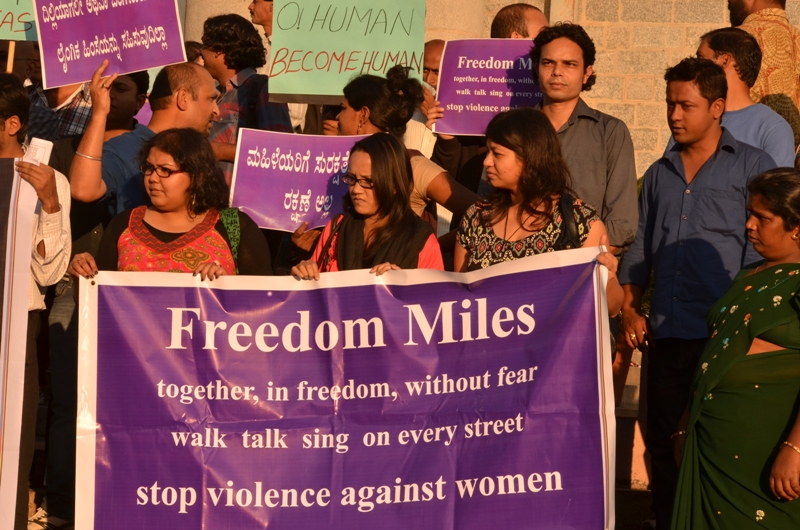
Protester som följde på gruppvåldtäkten.

Gruppvåldtäkten i Delhi 2012 var en brutal gruppvåldtäkt med dödlig utgång som skedde på en buss i stadsdelen Munirka i södra Delhi den 16 december 2012. 
Offret var 23-åriga fysioterapeutstudenten Jyoti Singh Pandey som på kvällen gick på en buss tillsammans med en manlig vän i tron att den skulle ta dem hem. När vännen Awindra Pratap Pandey blev misstänksam mot resrutten misshandlades han och därefter våldtogs Jyoti Singh Pandey av sex män; hon misshandlades med ett järnrör och fick tarmarna utslitna. Efteråt blev de båda två avslängda från bussen i farten. Jyoti Singh Pandey dog på ett sjukhus i Singapore den 29 december 2012.
Sex gärningsmän greps och åtalades för våldtäkt och mord. En av de åtalade dog i polisens förvar, medan resterande fem gärningsmän förklarades skyldiga. Fyra av dem dömdes till döden genom hängning och en av de åtalade som var 17 år och därmed minderårig dömdes till tre års ungdomsfängelse.
Händelsen väckte stor uppmärksamhet och utlöste en våg av protester i Indien. Runt om i landet protesterade människor mot problemen med sexuella överfall mot kvinnor i Indien och en diskussion om kvinnors situation inleddes i landet. Den brittiska dokumentären Indiens dotter i regi av Leslee Udwin skildrar händelsen och hade premiär runt om i världen på internationella kvinnodagen den 8 mars 2015.